# Christophe Leclercq
Christophe Leclercq (Bar-le-Duc, 31 agosto 1962) è un imprenditore francese, conosciuto per aver fondato Euractiv, uno dei più influenti media per gli affari europei. Esperto in comunicazione collabora con vari organismi fra cui l'Osservatorio europeo dei media digitali (EDMO).

## Biografia
Leclercq nasce nel 1962 a Bar-le-Duc, un piccolo villaggio loreno. Si laurea a Sciences Po e poi si specializza a HEC Paris nel 1985. Inizia la sua carriera come responsabile delle ricerche di mercato per Renault Deutschland, nel 1987 inizia a lavorare nelle risorse umane prima a Colonia e l'anno dopo a Bruxelles dove collabora alla EuroManagers job fair, trasformata poi in EuroManagers Development Services (EMDS) e integrata nel gruppo mediatico Vivendi. Profondamente europeista, aveva integrato fin da giovane l'organizzazione studentesca AEGEE-Europe, diventando nel 1987 il rappresentante della sezione di Colonia. Questa ONG transfrontaliera giocò un ruolo importante nell'approvazione del Progetto Erasmus.
Dal 1987 al 1995 è entrato a far parte della società di consulenza McKinsey & Company e ha lavorato a Parigi, Bruxelles e poi a Mosca, come esperto del mercato europeo. Nel 1995 è diventato funzionario della Commissione europea presso la direzione generale della concorrenza in qualità di coordinatore per la Società dell'informazione.
Nel 1999 lascia la Commissione Europea per creare EURACTIV. Questo media paneuropeo, nacque come società britannica con sede principale a Bruxelles. Cresciuto all'interno dell'Unione europea, si è poi allargato verso est fino a diventare una rete mediatica nell'Europa centrale, sotto il nome iniziale di CrossLingual, prima dell'allargamento dell'UE nel 2004. Dopo l'allargamento si è trasformato nella rete EURACTIV e media partner, che riportano le politiche dell'UE in 13 Paesi, ciascuno nella propria lingua. Dopo la Brexit, la società principale si è trasferita nel continente ed è diventata EURACTIV Media Network BV. Leclercq ha ricoperto vari ruoli nella società da lui fondata, prima come CEO, e poi come editore, direttore della rete, membro del consiglio e ora siede nel suo comitato consultivo.
Nel 2018 è diventato consulente del rapporto finale del gruppo di esperti ad alto livello sulle Fake news e la disinformazione online, organizzato dalla Commissione europea. È stato poi nominato membro del consiglio consultivo dall'Osservatorio europeo dei media digitali (EDMO) ed è stato consultato come esperto per il rapporto della Commissione europea del 2019 su una strategia dei media industriali. Scrive spesso articoli d'opinione, occasionalmente firmati insieme a membri del Parlamento europeo e alle parti interessate, sul settore dei media, sull'allargamento dell'UE, sulla comunicazione dell'UE, e sul multilinguismo.
Nel 2024, preoccupato dalla scarsità di giornalisti dell'est presenti a Bruxelles, capaci di far risalire nei loro paesi d'origine un'informazione capillare e indipendente sull'Unione europea e la NATO, ha deciso di lasciare il proprio domicilio familiare e metterlo a disposizione di quest'ultimi.